# Chiesa di San Felice in Piazza
La chiesa di San Felice è un luogo di culto cattolico che si trova in piazza San Felice, angolo via Mazzetta, a Firenze, nel quartiere di Oltrarno.

## Storia
La chiesa, documentata già a partire dal 1066, si estendeva al limitare del borgo di Piazza, la strada che provenendo dal ponte Vecchio portava verso Siena e Roma prendeva il nome dal tratto qui pianeggiante detto appunto "la piacza" di cui fa cenno il Malespini. A un qualche ampliamento è da riferire la cerimonia di riconsacrazione che si ebbe il 6 novembre 1221, alla presenza del cardinale Ugolino in veste di legato pontificio e dei vescovi di Firenze e di Pistoia. In quel periodo la chiesa era stata lasciata subito fuori dalla prima cerchia muraria comunale, che passava lungo via Mazzetta. Nel 1253 la chiesa e il suo attiguo convento passarono sotto il controllo dei Benedettini del monastero di San Silvestro di Nonantola, secondo il Richa che citò un documento di Innocenzo IV, ma è possibile che gli abati emiliani vantassero già qualche diritto anteriormente, se il loro rappresentante fu presente alla cerimonia del 1221. 

Ricostruzione del modello del meccanismo di Filippo Brunelleschi dell'Annuncianzioe di San Felice in Piazza

Frattanto incluso nelle mura (fine XIII-inizio XIV secolo), dopo essere passata ai Camaldolesi nel 1413 circa, su pressioni di Cosimo de' Medici a Giovanni XXIII, la chiesa subì un nuovo rifacimento rilevante attribuito a Michelozzo. In quegli anni si teneva in San Felice la festa dell'Annunciazione animata da apparati effimeri e macchine mobili con fanciulli in costume, alcune delle quali furono progettate da Filippo Brunelleschi (Paradiso, anni 1430), come descritto da Vasari e da molti storici fiorentini. 
Nel 1557 si trasferirono in San Felice le monache domenicane di clausura provenienti dall'antico monastero di San Pietro Martire di via dei Serragli, che venne demolito per rafforzare le fortificazioni murarie in quella zona. Da allora e ancora oggi il monastero accanto alla chiesa viene detto "di san Pier Martire" e, pur con alterne vicende, è ancora gestito da suore di quell'ordine. Per poter adattare la chiesa alle esigenze delle monache fu costruito un coro sopraelevato lungo tutta la prima metà della chiesa, sorretto otto colonne con volte a crociera (completato nel 1590), che serviva a creare uno spazio privato inaccessibile ai fedeli per assistere alla messa ed osservare gli obblighi della clausura. 
Dopo le soppressioni del 1780, il monastero accolse un Conservatorio destinato a ospitare fanciulle povere e un convitto gratuito per le giovani indigenti d'Oltrarno, attività che mantenne anche dopo la soppressione napoleonica del 1808. Oggi ospita una scuola materna ed elementare.
Dopo un incendio nel 1926 la chiesa fu restaurata. 
Durante la seconda guerra mondiale e l'occupazione tedesca, la chiesa di San Felice in Piazza divenne una delle centrali più attive della resistenza in Oltrarno e per la protezione degli ebrei perseguitati. Il parroco del tempo, don Bruno Panerai offrì ospitalità al sottocomitato di liberazione d'Oltrarno e promosse numerose iniziative di assistenza per la popolazione e gli sfollati. Un "ebreo straniero di nome Habermann" fu nascosto per circa sei mesi in una stanza annessa all'archivio parrocchiale, mentre altri ebrei furono ospitati da famiglie della parrocchia, ricevendo visite periodiche da parte del parroco.

## Descrizione

### Esterno

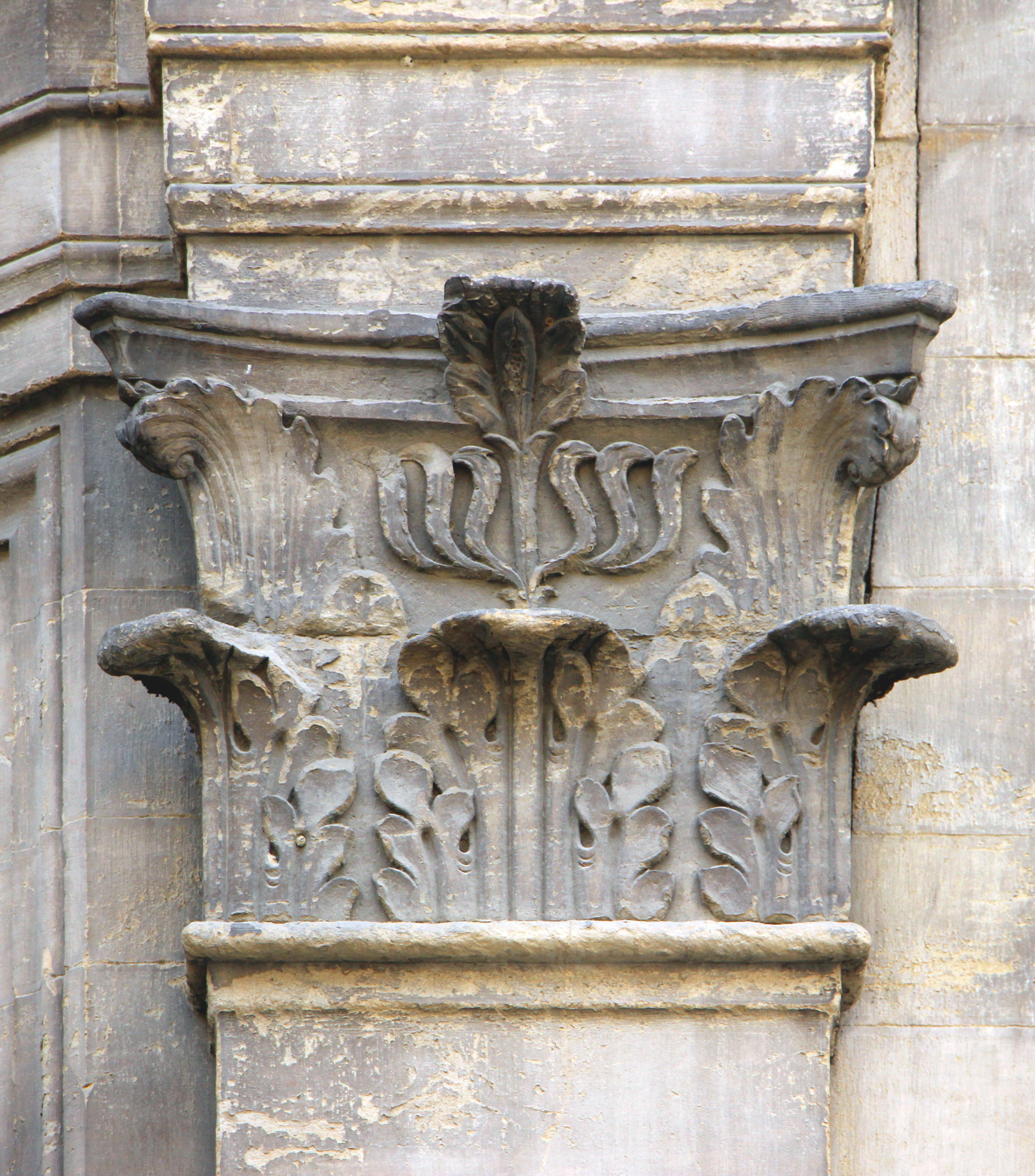
Capitello di parasta

L'edificio è orientato con la facciata a est che rispettava l'affaccio sull'antico borgo di Piazza. La forma della chiesa è essenzialemnte trecentesca, con il fianco destro lungo via Mazzetta che presenta un paramento in pietra a vista dove si notano i resti di alte finestre archiacute (il portale laterale, con scalette e stemma della famiglia Bordoni sul timpano, reca invece la data 1700). Su questa struttura si è inserito l'intervento attribuito a Michelozzo, che riguardò essenzialmente la facciata a capanna, la cappella maggiore e il campanile a vela, che si vede da borgo Tegolaio.
La facciata (1457-1460) ha un paramento in bozze lisce di pietraforte, su cui domina un ornato portale con paraste con capitello a foglie d'acqua, che reggono un timpano semicircolare dal profilo abbellito da un festone che termina in due volute, secondo un modello molto usato sia in rachitettura che nella carpenteria di pale d'altare del Quattrocento, non solo a Firenze. Più in alto si aprono tre semplici ma eleganti finestre, due centinate ai lati e un grande oculo centrale. Più in altro corona un timpano triangolare che all'interno ha solo un oculo più piccolo, e che è profilato da cornici a dentelli rette da mensole. Sui pilatri laterali della facciata, leggermente sporgenti, si trovano due scudi con l'arme di Mariotto Dinozzi de' Lippi (qui senza smalti, ma d'argento, seminato di stelle a otto punte di rosso, al leone attraversante dello stesso), committente che iscrisse il suo noem anche sull'acquasantiera all'interno. I battenti lignei sono originali, databili alla seconda metà del Quattrocento e, analogamente a esempi quali le porte di palazzo Rucellai o di palazzo Medici, sono bullonati e spartiti in dieci riquadri contenenti festoni e rosoni intagliati.

### Interno

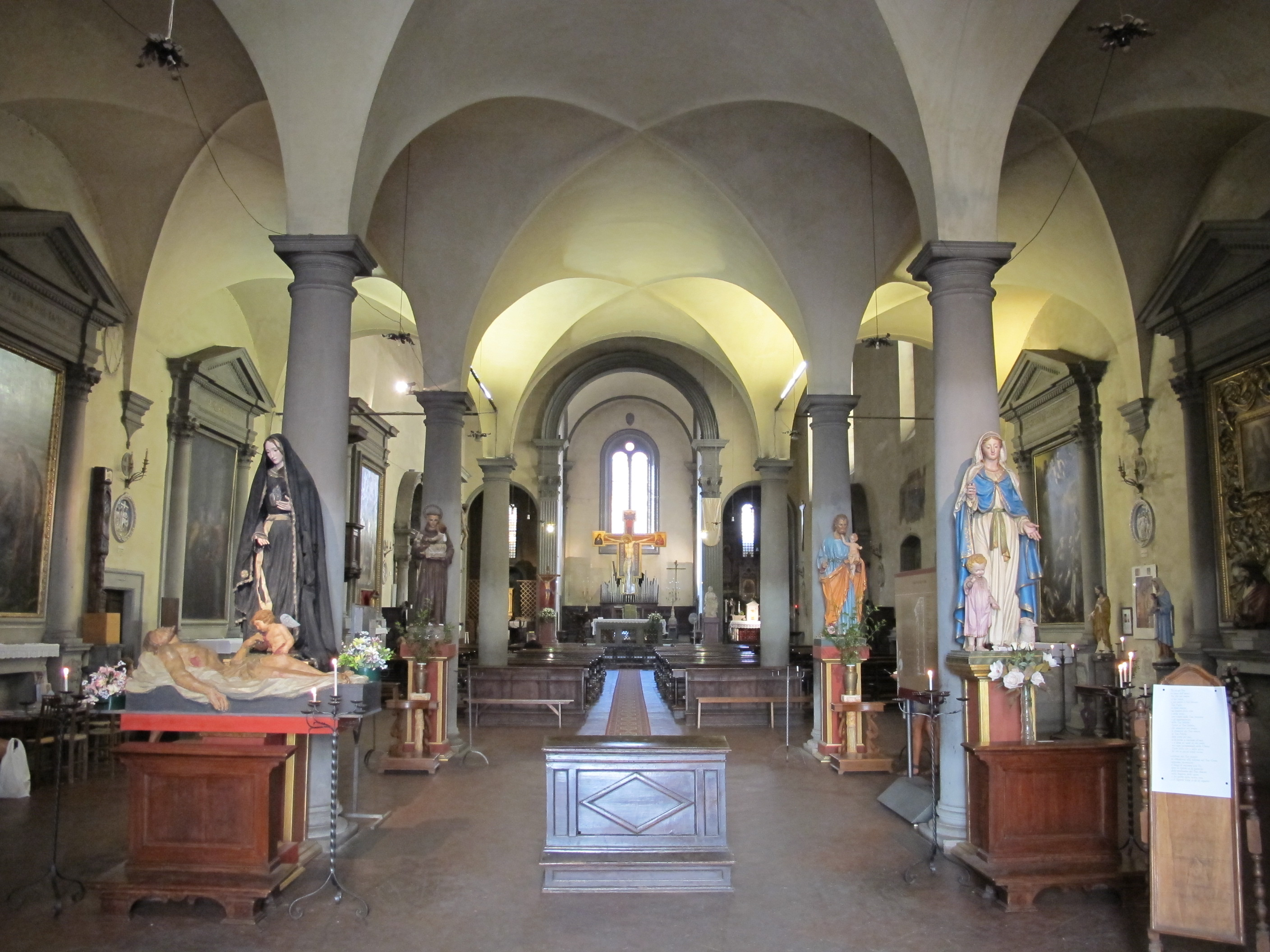
Interno della chiesa, zona sotto il coro

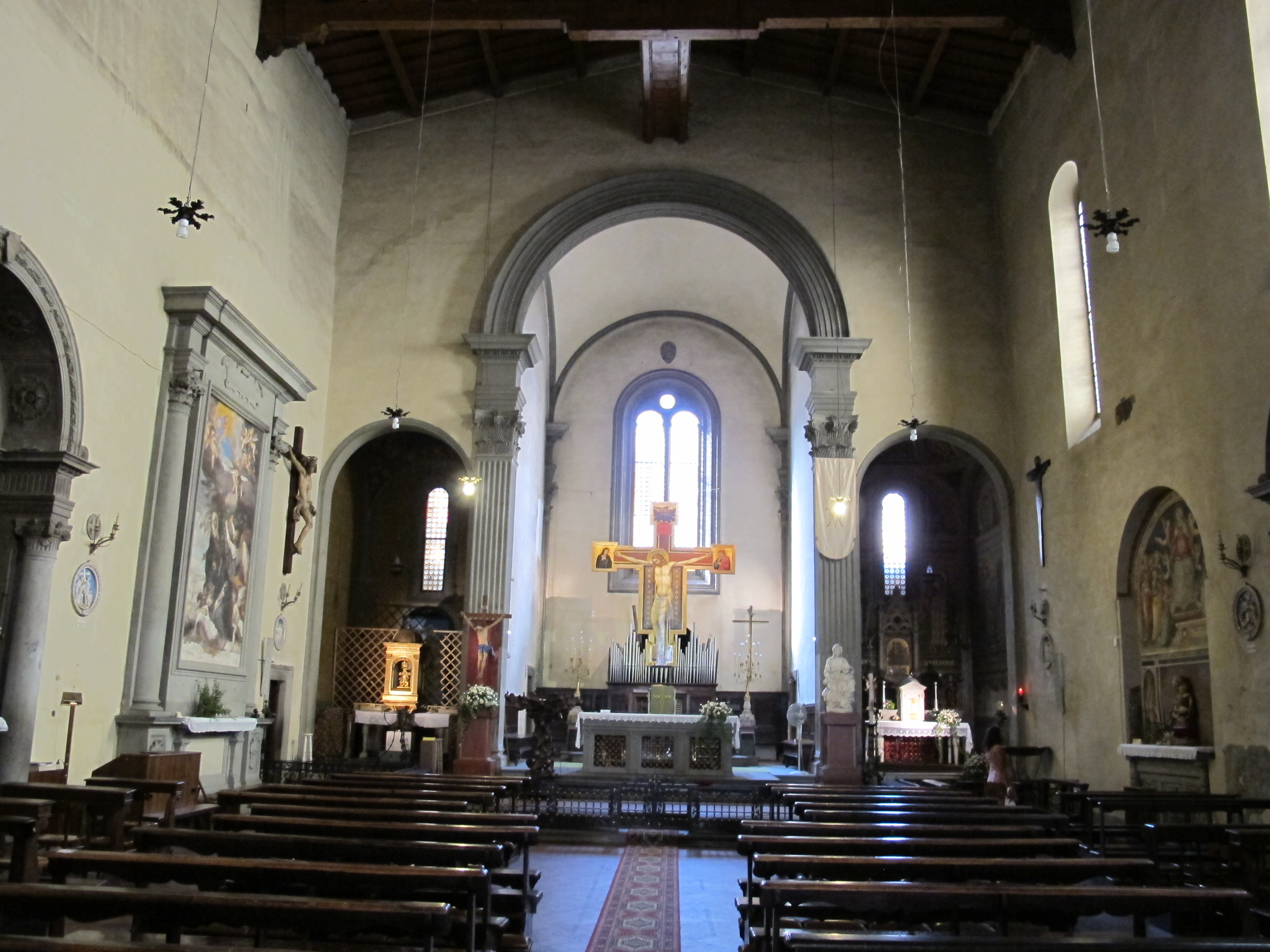
Interno della chiesa, zona del prebsiterio

L'interno della chiesa, a navata unica, è spartito in due porzioni: la prima porticata a crociera con otto colonne doriche che reggono in quattro campate e tre navatelle il coro delle monache, eretto nel XVI secolo subito dopo il loro insediamento, e la seconda invece sgomba, coperta da capriate e culminante nelle tre cappelle del presbiterio. Quella centrale risale al Quattrocento, ed ha un grande arcone ispirato ai prototipi di Brunelleschi. I quattordici altari laterali (sette per lato), hanno mostre in pietra serena di gusto controriformato, fatta eccezione per due altari a metà della chiesa, che riprendono il disegno del portale e che dovrebbero essere michelozziani. 
La controfacciata mostra vari brani di affreschi per lo più quattrocenteschi riscoperti sotto l'intonaco (attrbuiti al Maestro di Signa, con San Bernardino e angeli, il Beato Gerardo con pastore, i Santi Ivo e Ansano con donatrice e una frammentaria Adorazione del Bambino, 1470-1480 circa) e intervallati da alcune sepolture sei-settecentesche, tra cui spiccano quella del pittore Anton Domenico Gabbiani, con busto di Girolamo Ticciati (1726-1727), e quella di Giuseppe del Papa con busto di Giuseppe Piamontini (1735). 
L'acquasantiera (1450), con l'iscrizione che ricorda Mariotto Lippi committente del rifacimento quattrocentesco, ha una vasca e un nodo in marmo bianco sul fusto del colonnino, decorati dal motivo della corda intrecciata che si riscontra ad esempio anche nel sarcofago Martelli di Donatello. 
Sul primo altare di destra si nota una Pietà attribuita a Niccolò Gerini, con due angeli nella predella aggiunta più tardi, riferibili all'Empoli. Seguono il fonte battesimale, con una replica in terracotta del San Giovanni Battista di Donatello, e un altare con un'immagine votiva entro un elaborato intaglio dorato, e uno con tela di scuola fiorentina di San Zanobi resuscita il figlio di una donna francese (1650-1700 circa). Superato il coro si nota appeso su di esso la tela seicentesca con Santi. Proseguendo sul lato sinistro si incontrano la tela di Sant'Antonio abate che guarisce uno storpio di Ottavio Vannini (1621), una Deposizione in terracotta policroma, riferita a fra' Ambrogio della Robbia (1510 circa), un altare con lunetta di Dio Padre e pala di Madonna e santi di Ridolfo del Ghirlandaio (1520) e infine una nicchia ad arcosolio con l'affresco della Madonna della Cintola e santi di Bicci di Lorenzo. Più avanti si vedono una Madonna Ghibertian e un crocifisso. 

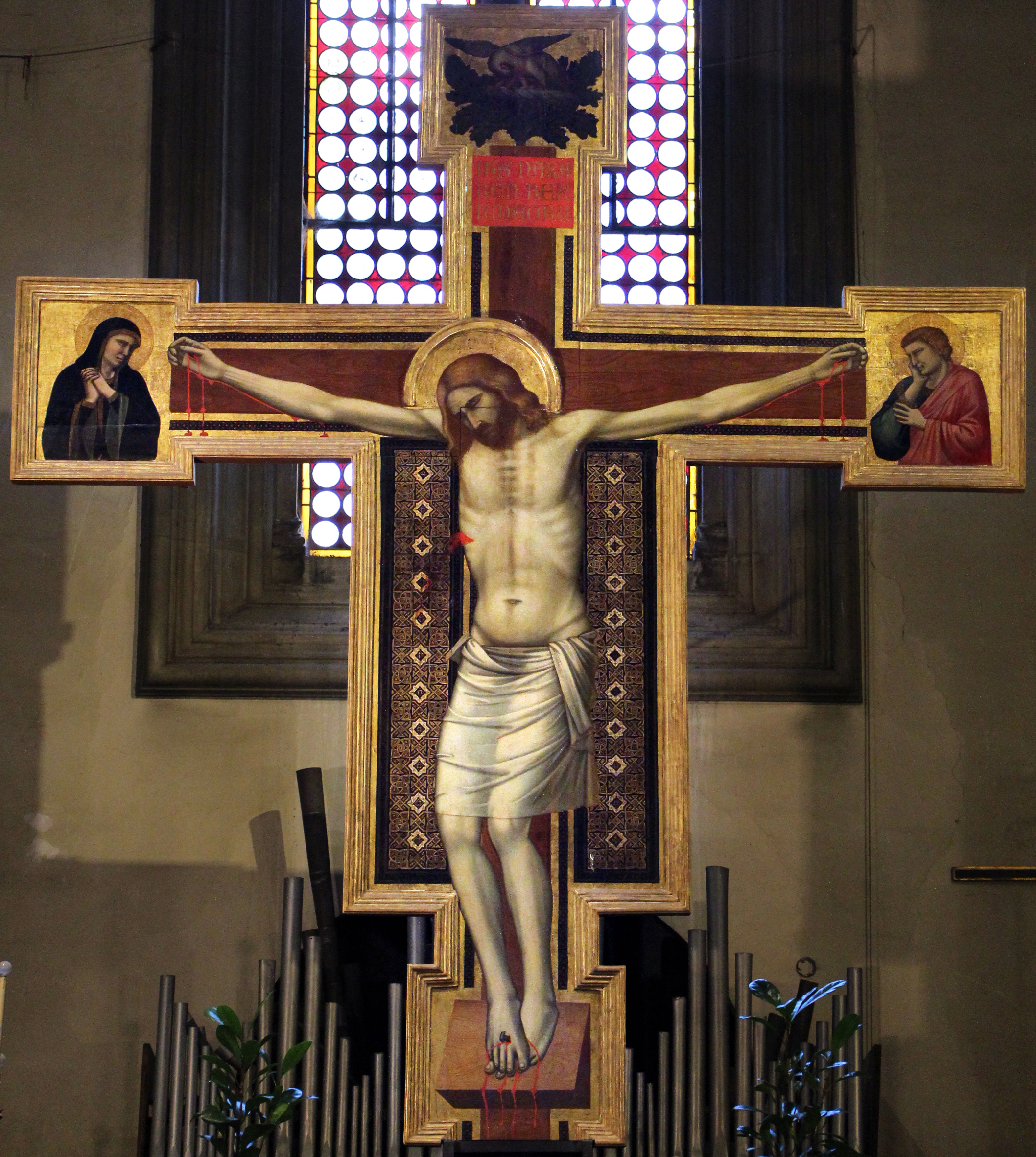
Il Crocifisso di Giotto

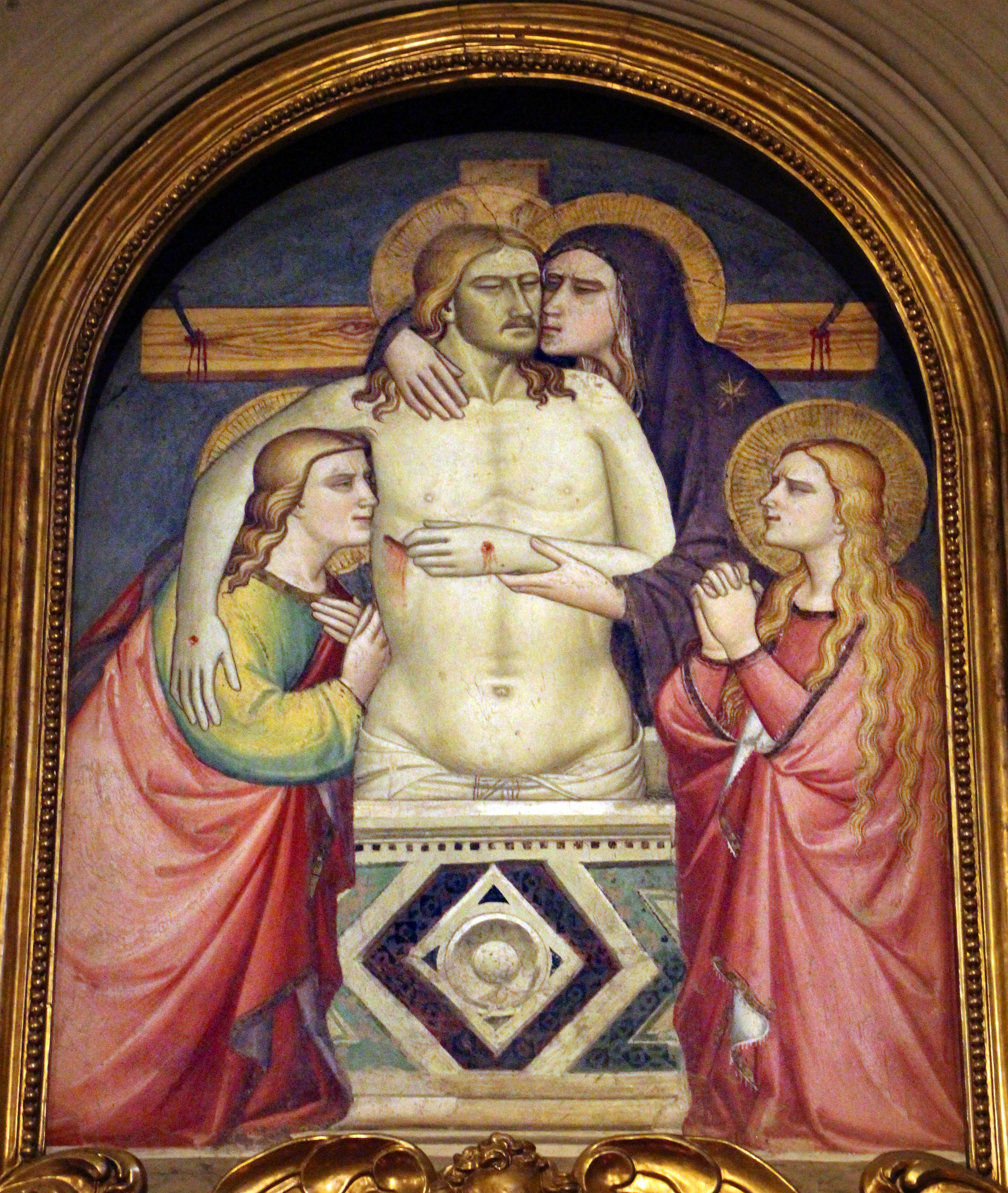
Niccolò Gerini (attr.), Pietà

La prima cappella del presbiterio ha affreschi neogotici degli anni 1920. Sull'altare maggiore sta appeso il grande crocifisso sagomato riferino a Giotto e ai sui allievi (1308 circa). Tra gli arredi copia della Madonna di Bruges di Michelangelo. La cappella di sinistra ha una Madonna col Bambino attribuita allo Starnina (1409-1413 circa). La semplicità di queste cappelle è legata alle pesanti rimozioni di decorazioni post-rinascimentali effettuate nei restauri del 1926. 
Proseguendo sulla parete destra si incrontrano un grande crocifisso attribuito a Balthasar Permoser (1675 circa), un altare patronato da Giulio Parigi con affresco raffigurante San Felice soccorre San Massimo, iniziato nella parte alta da Giovanni da San Giovanni e ultimato in basso dal Volterrano (1636), e uno con il trittico dei Santi Agostino, Giovanni Battista, Giuliano e Sigismondo di Neri di Bicci(1467) sormontato da una lunetta ad affresco con la Madonna col Bambino tra i santi Jacopo Maggiore, Silvestro papa e l'abate di Nonantola (1362), attribuito al Maestro del Bargello. Segue una tela dell'Empoli (Apparizione della Madonna a San Giacinto e San Pietro Martire, 1595), il pulpito ligneo, una pala di Valerio Marucelli (Vocazione di san Matteo), una di Salvator Rosa (Cristo che salva Pietro dalle acque), una di Jacopo Chiavistelli (Martirio di santa Lucia) e infine una tavola di Sandro Botticelli e bottega (Sant'Antonio Abate, san Rocco e santa Caterina d'Alessandria, 1480).

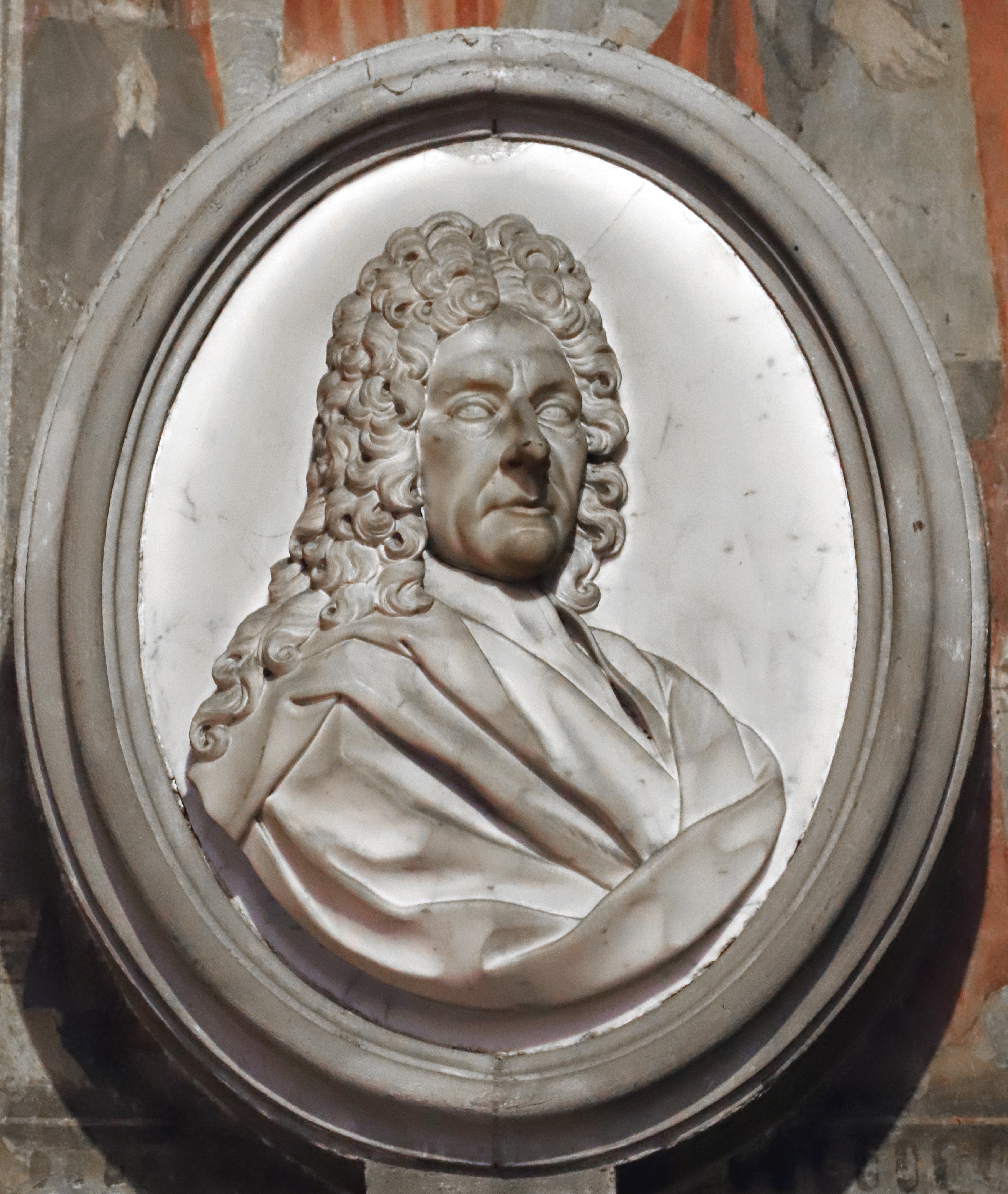
Girolamo Ticciati, monumento funebre di Anton Domenico Gabbiani
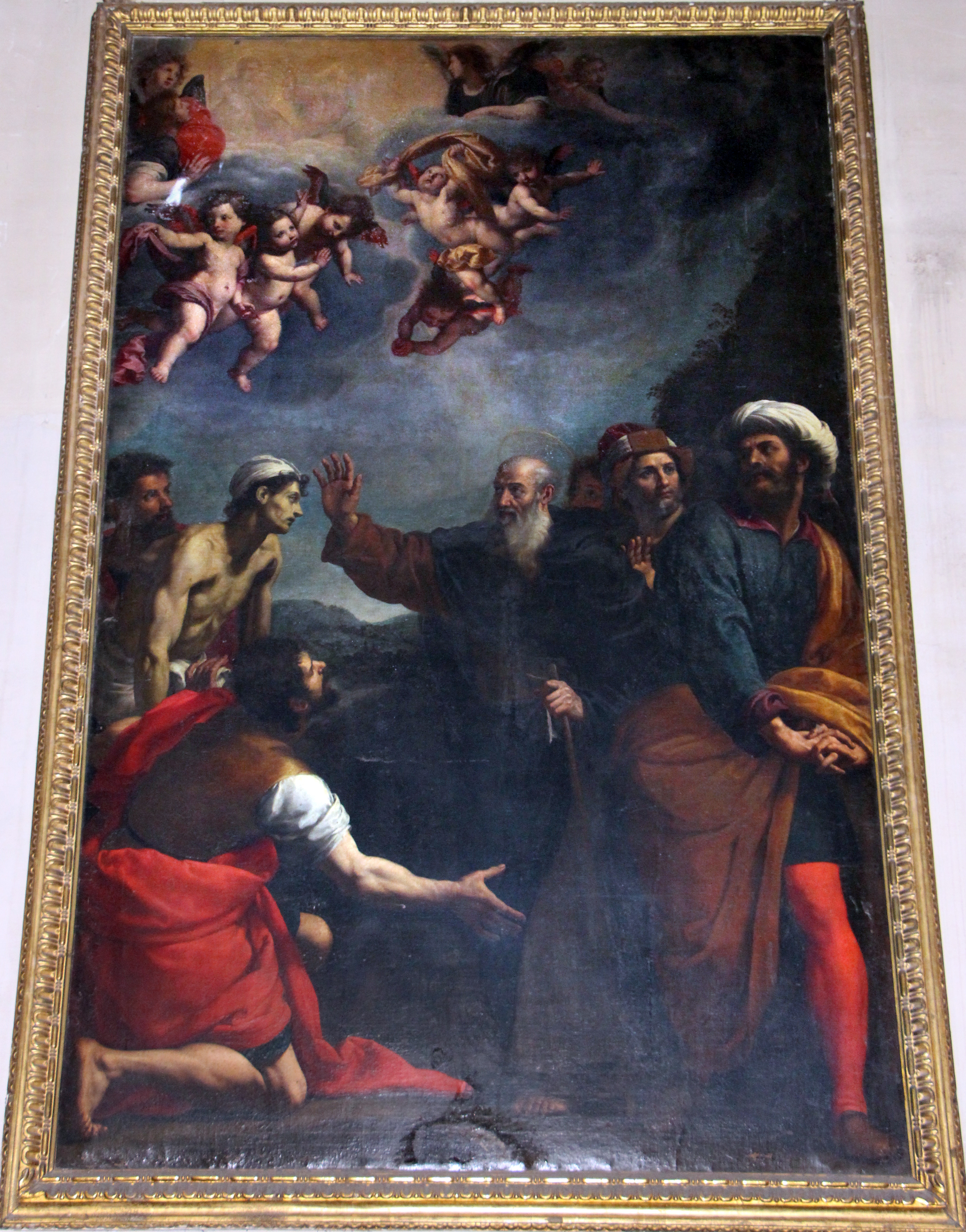
Ottavio Vannini, Sant'Antonio abate che guarisce uno storpio
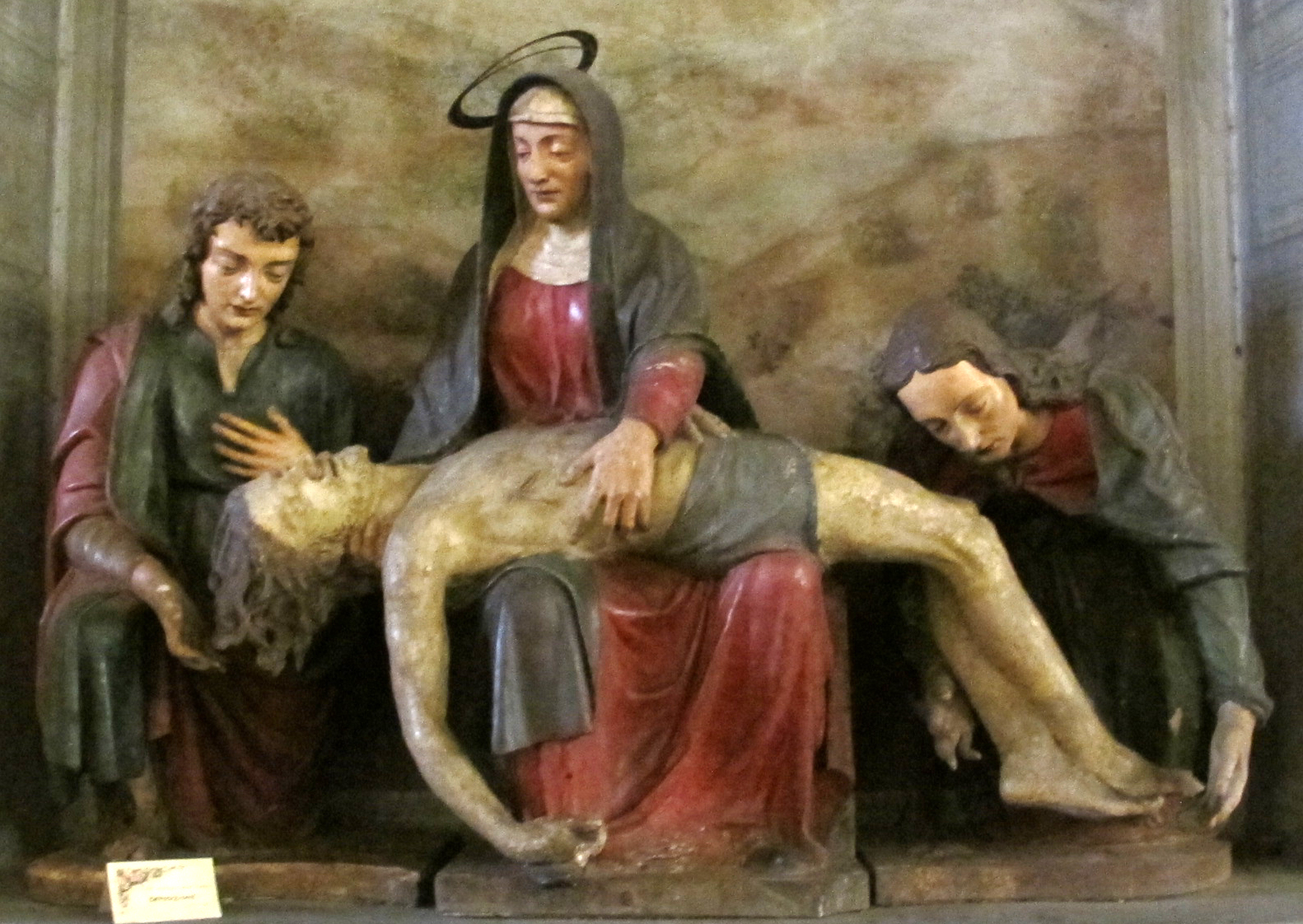
Fra Ambrogio della Robbia, Deposizione
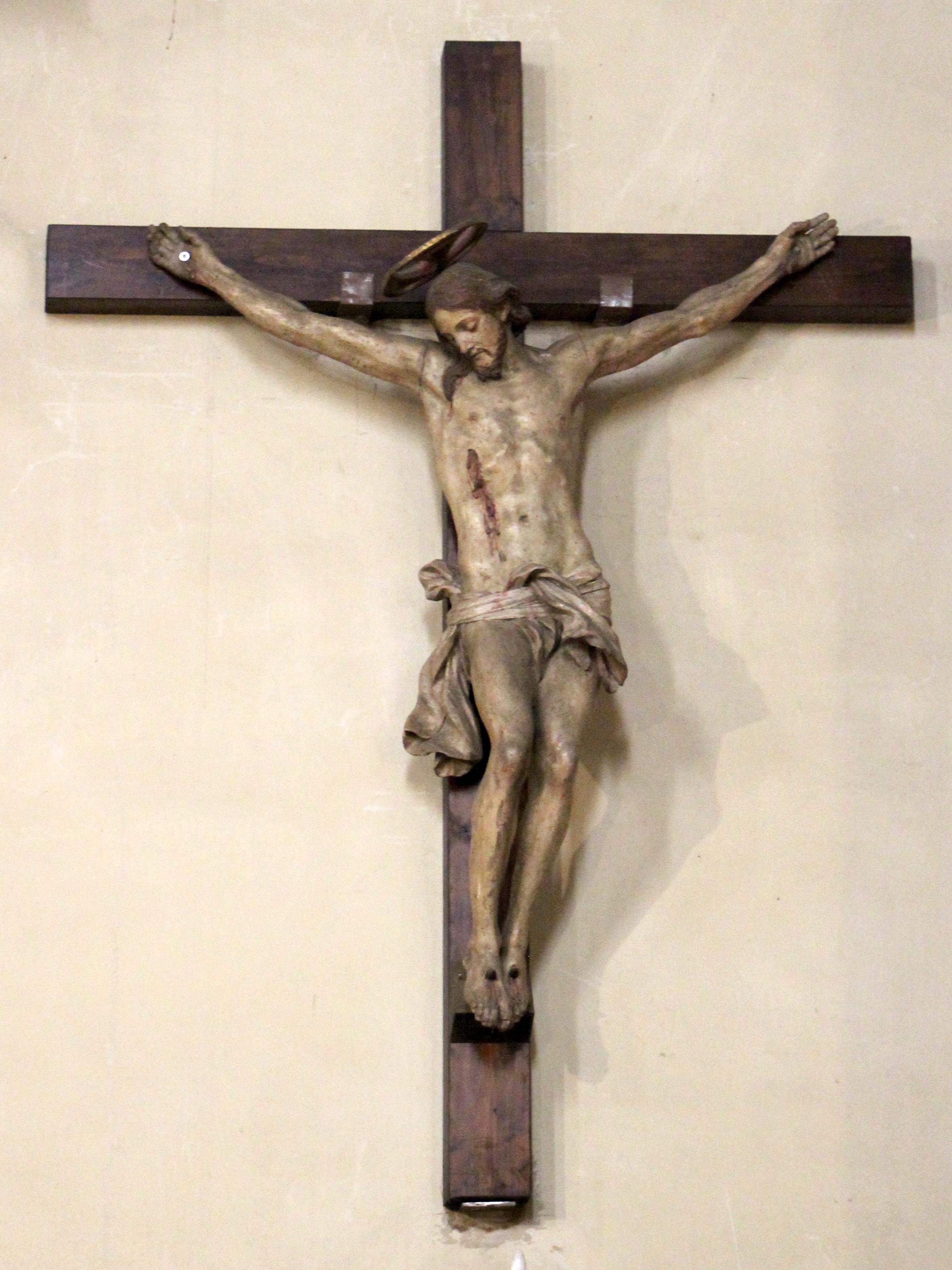
Balthasar Permoser, Crocifisso
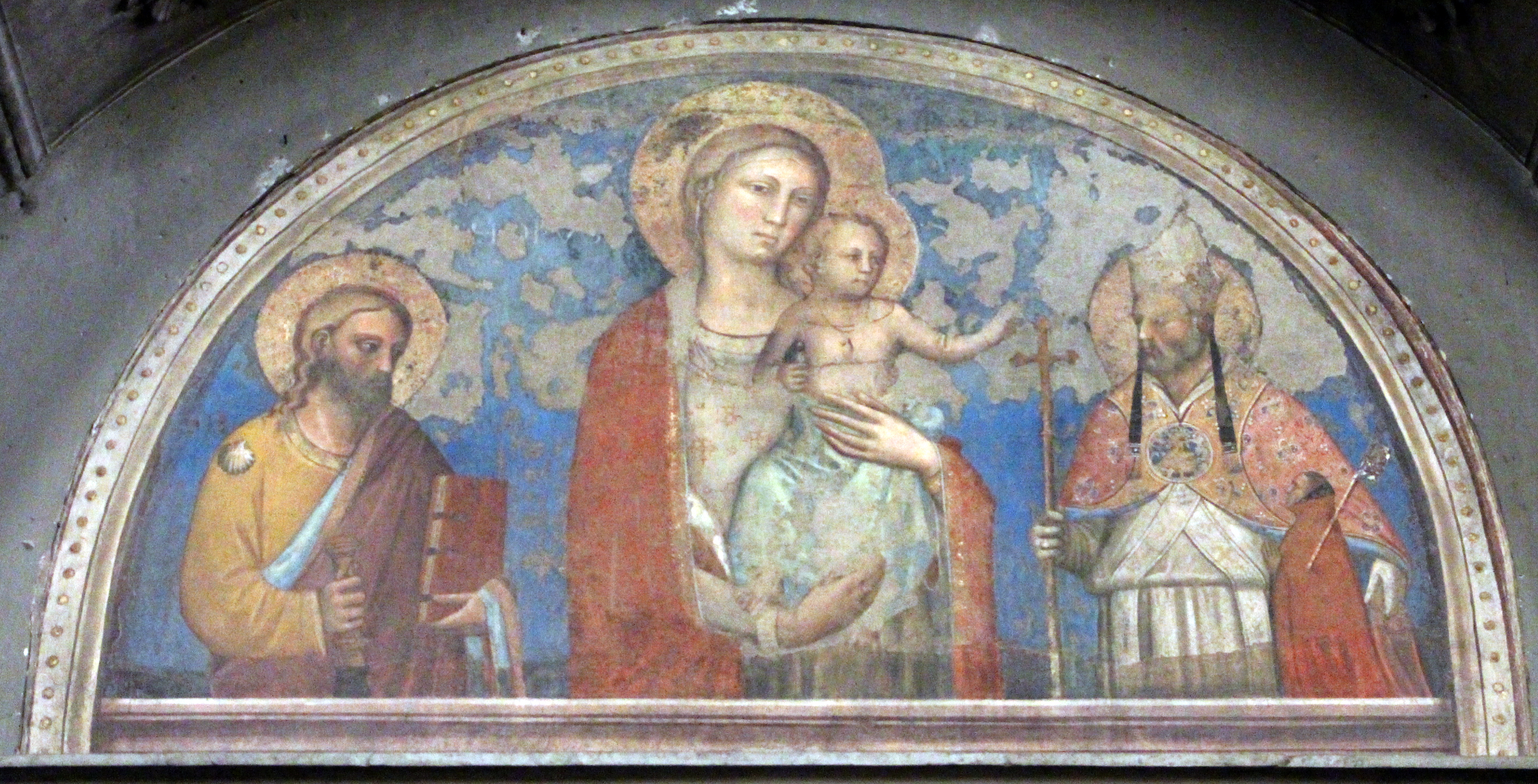
Maestro del Bargello (attr.), Madonna col Bambino tra i santi Jacopo Maggiore, Silvestro papa e l'abate di Nonantola
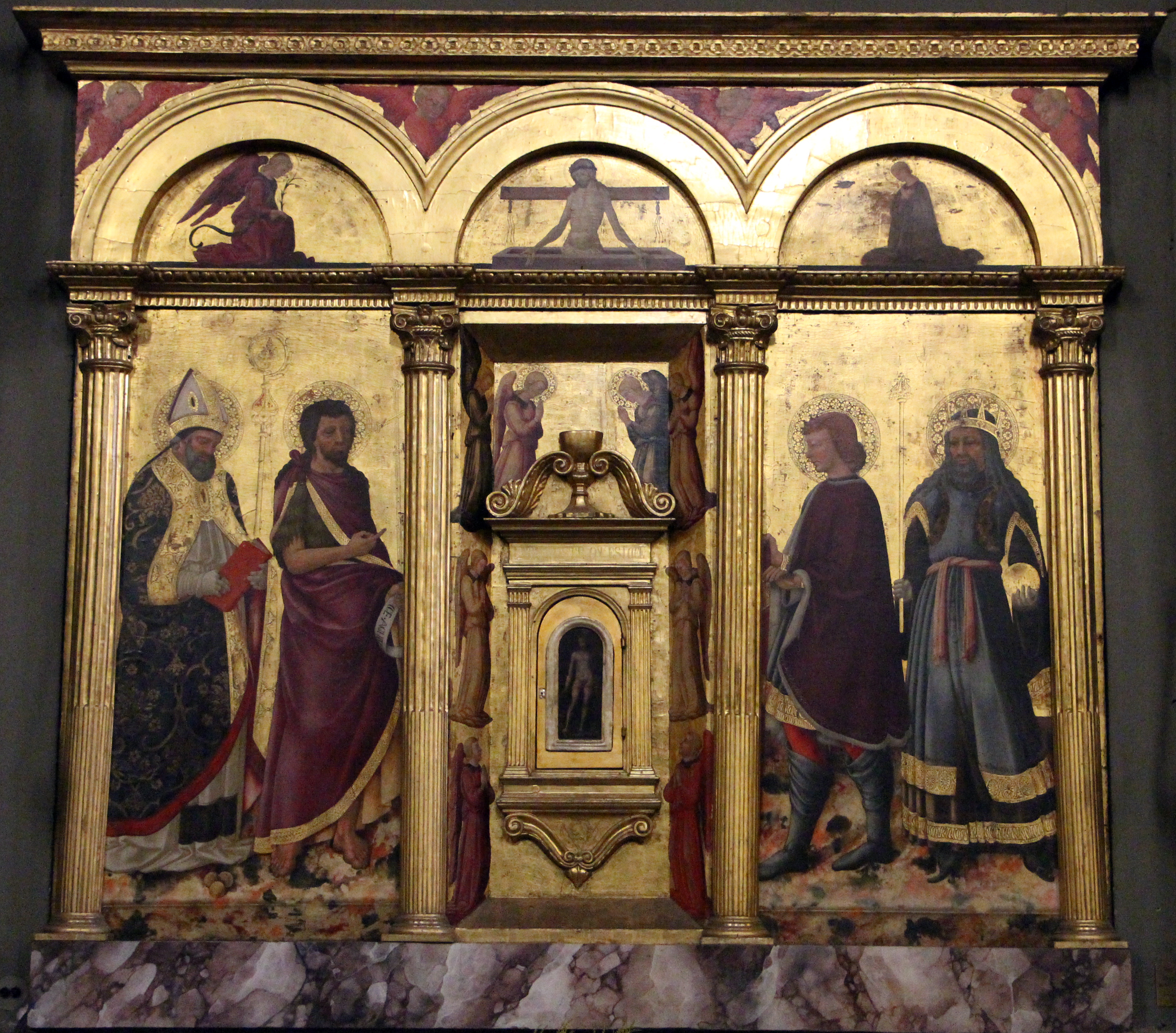
Neri di Bicci, trittico
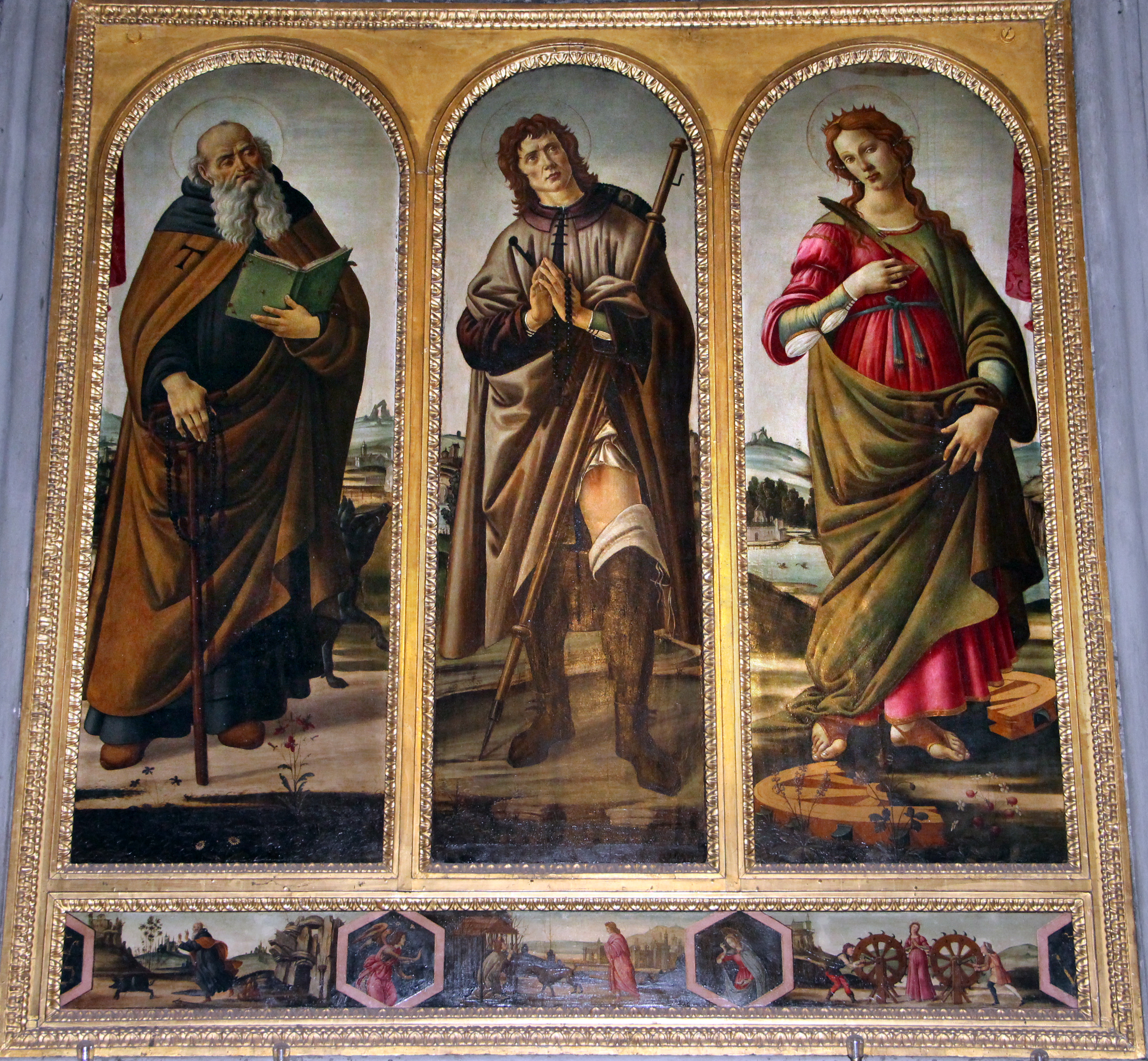
Botticelli e scuola, Sant'Antonio Abate, San Rocco e Santa Caterina d'Alessandria

### Ex-monastero
Nel monastero, con accesso a sinistra della facciata della chiesa, si trova un chiostro e un refettorio, dove è conservata una grande Ultima Cena su tela di Matteo Rosselli (1614), e altre pale di Jacopo Vignali, dell'Empoli, del Volterrano e di altri. Nel coro delle monache si trova una grande tela del Cigoli.

## Confraternite

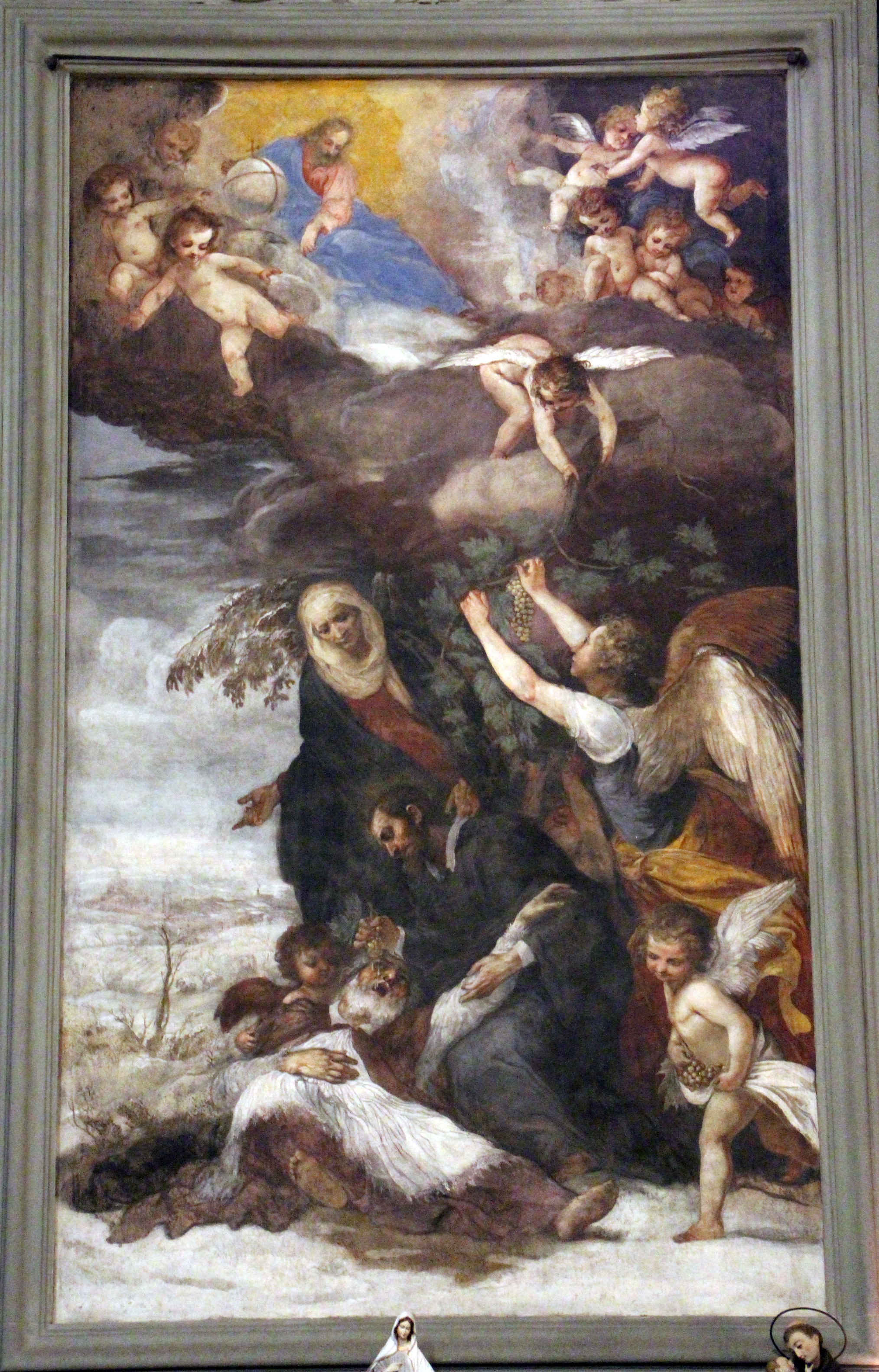
Giovanni da San Giovanni e Volterrano, San Felice soccorre san Massimo da Nola, 1636

Nella chiesa e nei suoi annessi si riunirono nel tempo alcune confraternite. Tra le più importanti ci furono la Compagnia dell'Orciuolo e la Compagnia di San Rocco.